# Guerra Civil Italiana
A Guerra Civil Italiana (italiano: Guerra civile italiana, pronúncia [ˈɡwɛrra tʃiˈviːle itaˈljaːna]) foi uma guerra civil no Reino da Itália travada durante a Segunda Guerra Mundial entre fascistas italianos e guerrilheiros italianos (principalmente organizados politicamente no Comitê de Libertação Nacional) e, em menor grau, o Exército Co-Beligerante italiano.
Muitos fascistas italianos eram soldados ou apoiadores da República Social Italiana, um estado-fantoche colaboracionista criado sob a direção da Alemanha Nazista durante a ocupação da Itália. A Guerra Civil Italiana durou cerca de 8 de setembro de 1943 (data do Armistício de Cassibile) a 2 de maio de 1945 (data da rendição de Caserta). Os guerrilheiros italianos e o Exército Co-beligerante italiano do Reino da Itália, às vezes apoiados materialmente pelos Aliados, lutaram simultaneamente contra as forças armadas alemãs nazistas de ocupação. Confrontos armados entre o fascista Exército Nacional Republicano da República Social Italiana e o Exército Co-Beligerante Italiano do Reino da Itália eram raros,  enquanto confrontos entre os fascistas italianos e os guerrilheiros italianos eram comuns. Houve também alguns conflitos internos dentro do movimento partidário.  Nesse contexto, os alemães, às vezes ajudados pelos fascistas italianos, cometeram várias atrocidades contra civis e tropas italianas.
O evento que mais tarde deu origem à Guerra Civil Italiana foi a deposição e prisão de Benito Mussolini em 25 de julho de 1943 pelo rei Victor Emmanuel III, após a Itália ter assinado o Armistício de Cassibile em 8 de setembro de 1943, encerrando sua guerra com os Aliados. No entanto, as forças alemãs começaram a ocupar a Itália imediatamente antes do armistício, por meio da Operação Achse, e depois invadiram e ocuparam a Itália em maior escala após o armistício, assumindo o controle do norte e centro da Itália e criando a República Social Italiana (RSI), com Mussolini instalado como líder depois que ele foi resgatado por pára-quedistas alemães na Operação Carvalho.  Como resultado, o Exército Co-beligerante italiano foi criado para lutar contra os alemães, enquanto outras tropas italianas continuaram a lutar ao lado dos alemães no Exército Nacional Republicano. Além disso, um grande movimento de resistência italiano iniciou uma guerra de guerrilha contra as forças fascistas alemãs e italianas.  A vitória antifascista levou à execução de Mussolini, à libertação do país da ditadura e ao nascimento da República Italiana sob o controle do Governo Militar Aliado dos Territórios Ocupados, que funcionou até o Tratado de Paz com a Itália em 1947. 

## Terminologia
Embora outros países europeus como Noruega, Holanda e França também tivessem movimentos partidários e governos colaboracionistas com a Alemanha Nazista, o confronto armado entre compatriotas foi mais intenso na Itália, tornando o caso italiano único.  Em 1965, a definição de "guerra civil" foi usada pela primeira vez pelo político fascista e historiador Giorgio Pisanò em seus livros,   enquanto o livro Una guerra civile de Claudio Pavone. Saggio storico sulla moralità della Resistenza ( A Guerra Civil. Ensaio histórico sobre a moralidade da resistência), publicado em 1991, levou o termo "guerra civil italiana" a ser usado com mais frequência pela historiografia italiana  e internacional  

## Facções
Os confrontos entre as facções resultaram na tortura e morte de muitos civis. Durante a Campanha da Itália, os guerrilheiros receberam uma pequena quantidade de armas, munições e explosivos dos Aliados Ocidentais. Forças aliadas e guerrilheiros cooperaram em missões militares, lançando pára-quedas ou desembarcando pessoal atrás das linhas inimigas, muitas vezes incluindo membros ítalo-americanos do OSS. Outras operações foram realizadas exclusivamente por pessoal do serviço secreto. Sempre que possível, ambos os lados evitaram situações em que unidades italianas de frentes opostas estivessem envolvidas em episódios de combate.

### Guerrilheiros

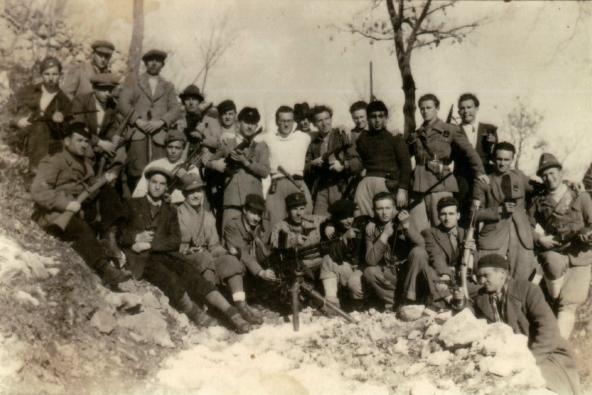
Um grupo de guerrilheiros italianos

Os primeiros grupos de guerrilheiros foram formados em Boves, Piemonte, e em Bosco Martese, Abruzzo. Outros grupos, compostos principalmente por eslavos e comunistas, surgiram na Marcha Juliana. Outros cresceram em torno de prisioneiros de guerra aliados, libertados ou escaparam do cativeiro após os eventos de 8 de setembro. Essas primeiras unidades organizadas logo se dissolveram por causa da rápida reação alemã. Em Boves, em 19 de setembro de 1943, os nazistas cometeram seu primeiro massacre em território italiano. 
Em 8 de setembro, horas após o anúncio do armistício pelo rádio, os representantes de várias organizações antifascistas convergiram para Roma. Eram eles Mauro Scoccimarro e Giorgio Amendola (Partido Comunista Italiano), Alcide De Gasperi (Democracia Cristã), Ugo La Malfa e Sergio Fenoaltea (Partido da Ação), Pietro Nenni e Giuseppe Romita (Partido Socialista Italiano), Ivanoe Bonomi e Meuccio Ruini (Partido Democrático Trabalhista) e Alessandro Casati (Partido Liberal Italiano). Eles formaram o primeiro Comitê de Libertação Nacional (CLN), com Bonomi assumindo sua presidência. 
O Partido Comunista Italiano estava ansioso para tomar a iniciativa sem esperar pelos Aliados:

(em italiano) ...è necessario agire subito ed il più ampiamente e decisamente possibile perché solo nella misura in cui il popolo italiano concorrerà attivamente alla cacciata dei tedeschi dall'Italia, alla sconfitta del nazismo e del fascismo, potrà veramente conquistarsi l'indipendenza e la libertà. Noi non possiamo e non dobbiamo attenderci passivamente la libertà dagli angloamericani. - 
"... É necessário agir imediatamente e da forma mais ampla e decisiva possível, porque somente se o povo italiano contribuir ativamente para expulsar os alemães da Itália e derrotar o nazismo e o fascismo, será realmente capaz de obter independência e liberdade. Nós não pode e não deve esperar passivamente a liberdade dos britânicos e americanos."
Os Aliados não acreditaram na eficácia dos guerrilheiros, então o general Alexander adiou seus ataques contra os nazistas. Em 16 de outubro, o CLN emitiu seu primeiro comunicado de imprensa político e operacional importante,  que rejeitou os apelos à reconciliação lançados pelos líderes republicanos. O CLN Milan pediu "ao povo italiano que lute contra os invasores alemães e contra seus lacaios fascistas". 

Bandeira do Comitê de Libertação Nacional

No final de novembro, os comunistas estabeleceram forças-tarefa denominadas Distaccamenti d'assalto Garibaldi, que mais tarde se tornariam brigadas e divisões  cuja liderança foi confiada a Luigi Longo, sob a direção política de Pietro Secchia e Giancarlo Pajetta, chefe do Funcionários. A primeira ordem operacional, datada de 25 de novembro, ordenava aos guerrilheiros que atacassem e aniquilassem de todas as formas:
- oficiais, soldados e depósitos materiais das forças armadas de Hitler;
- pessoas, lugares e propriedades de fascistas e traidores que colaboram com os ocupantes alemães;
- indústrias bélicas, sistemas de comunicação e tudo que pudesse ajudar nos planos de guerra dos ocupantes nazistas. [24]

Pouco depois do Armistício, partes do Partido Comunista Italiano,  o Gruppi di Azione Patriottica ("Grupos de Ação Patriótica") ou simplesmente GAP, estabeleceram pequenas células cujo objetivo principal era desencadear o terror urbano por meio de ataques a bomba contra fascistas, alemães e seus apoiadores. Eles operaram de forma independente em caso de prisão ou traição de elementos individuais. O sucesso desses ataques levou as polícias alemã e italiana a acreditar que eram compostos por agentes de inteligência estrangeiros. Um anúncio público do PCI em setembro de 1943 declarou: 
À tirania do nazismo, que pretende reduzir à escravidão pela violência e pelo terror, devemos responder com violência e terror.— Apelo do PCI ao povo italiano, setembro de 1943
A missão do GAP era a de fazer "justiça" à tirania e ao terror nazis, com ênfase na selecção dos alvos: "os oficiais, colaboradores hierárquicos, agentes contratados para denunciar homens da Resistência e judeus, os informantes da polícia nazi e agentes da lei organizações de RSE", diferenciando-o assim do terror nazista. No entanto, as memórias partidárias discutiam a "eliminação de inimigos especialmente hediondos", como torturadores, espiões e provocadores. Algumas ordens dos partidários do comando do ramo insistiam em proteger os inocentes, em vez de fornecer listas de categorias a serem atingidas como indivíduos merecedores de punição. Parte da imprensa italiana durante a guerra concordou que assassinatos foram cometidos contra fascistas republicanos moderados dispostos a transigir e negociar, como Aldo Resega, Igino Ghisellini, Eugenio Facchini e o filósofo Giovanni Gentile.
As mulheres também participaram da resistência, principalmente comprando suprimentos, roupas e remédios, distribuindo propaganda antifascista, arrecadando fundos, mantendo as comunicações, organizando comícios partidários e participando de greves e manifestações contra o fascismo. Algumas mulheres participaram ativamente do conflito como combatentes. 
O primeiro destacamento de guerrilheiros se levantou no Piemonte em meados de 1944 como a Brigada Garibaldi Eusebio Giambone . As forças partidárias variaram por épocas, repressão alemã e fascista e também por topografia italiana, nunca ultrapassando 200.000 pessoas ativamente envolvidas.

### Forças fascistas

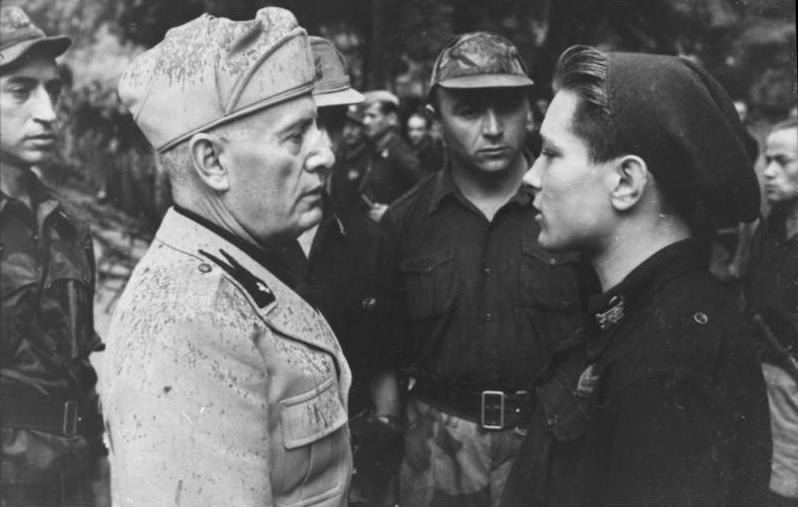
O chefe da RSI, Benito Mussolini, com um soldado em 1944

Quando o movimento de resistência italiana começou, consistindo de vários soldados italianos de unidades dissolvidas e muitos jovens que não queriam ser recrutados para as forças fascistas, a República Social Italiana de Mussolini (RSI) também começou a reunir um exército. Este foi formado com o que restava do corpo anterior Regio Esercito e Regia Marina, voluntários fascistas e pessoal recrutado. Inicialmente foi organizado em quatro divisões regulares (1ª Divisione Bersaglieri Italia – infantaria ligeira, 2ª Divisione Granatieri Littorio – granadeiros, 3ª Divisione fanteria di marina San Marco – fuzileiros navais, 4ª Divisione Alpina Monterosa – tropas de montanha), juntamente com várias formações irregulares e a milícia fascista Guardia Nazionale Repubblicana (GNR) que em 1944 foi colocada sob o controle do exército regular. 
A república fascista lutou contra os guerrilheiros para manter o controle do território. Os fascistas afirmaram que suas forças armadas somavam 780.000 homens e mulheres, mas fontes indicam que não havia mais de 558.000.   Os guerrilheiros e seus apoiadores ativos somavam 82.000 em junho de 1944. 
Além das unidades regulares do Exército Republicano e das Brigadas Negras, várias unidades especiais de fascistas foram organizadas, a princípio de forma espontânea e depois a partir de unidades regulares que faziam parte das forças armadas de Salò. Essas formações, muitas vezes incluindo criminosos,  adotaram métodos brutais durante as operações de contrainsurgência, repressão e retaliação.  Recrutar forças militares foi difícil para o RSI, já que a maior parte do exército italiano foi internada pelas forças alemãs em 1943, muitos italianos foram recrutados para trabalhos forçados na Alemanha e poucos queriam lutar ao lado da Alemanha nazista após 8 de setembro de 1943; o RSI concedia liberdade aos condenados se eles se juntassem ao exército e a sentença de morte era imposta a qualquer um que se opusesse ao recrutamento.  Forças militares autônomas no RSI também lutaram contra os Aliados, incluindo o Decima Flottiglia MAS sob o comando do Príncipe Junio Valerio Borghese. Borghese não era leal a Mussolini e até sugeriu que o prenderia se pudesse. 
Entre os primeiros a se formar estava a banda do federal Guido Bardi e William Pollastrini em Roma, cujos métodos chocaram até os alemães.  Em Roma, a Banda Koch ajudou a desmantelar a estrutura clandestina do Partito d'Azione. A Banda Koch, liderada por Pietro Koch, então sob a proteção do general Kurt Mälzer, comandante militar alemão na região de Roma,  era conhecida por seu tratamento brutal aos guerrilheiros antifascistas. Após a queda de Roma, Koch mudou-se para Milão. Ele ganhou a confiança do ministro do Interior, Guido Buffarini Guidi, e continuou sua atividade repressiva em várias polícias republicanas.  A Banda Carità, uma unidade especial constituída dentro da 92ª Legião Camisas-Negras, operava na Toscana e Veneto. Tornou-se famoso pela repressão violenta, como o massacre de 1944 na Piazza Tasso em Florença. 

Bandeira de guerra da República Social Italiana

Em Milão, a Squadra d'azione Ettore Muti (depois Legião Móvel Autônoma Ettore Muti) operava sob as ordens do ex-cabo do exército Francesco Colombo, já expulso do PNF por peculato. Considerando-o perigoso para o público, em novembro de 1943, o Federal (ou seja, líder provincial fascista) Aldo Resega quis depô-lo, mas foi morto por um ataque do GAP. Colombo permaneceu em seu posto, apesar das reclamações e indagações.  Em 10 de agosto de 1944, os esquadrões de Muti, juntamente com a GNR, perpetraram o massacre da Praça de Loreto em Milão. As vítimas eram quinze rebeldes antifascistas, mortos em retaliação a um assalto a um caminhão alemão. Após o massacre, o prefeito e chefe da província de Milão, Piero Parini, renunciou na tentativa de fortalecer a coesão das forças moderadas, que foram minadas pela forte repressão alemã e várias milícias da República Social. 
O comando do Exército Nacional Republicano estava nas mãos do marechal Graziani e seus deputados Mischi e Montagna. Controlaram a repressão e coordenaram as acções anti-partidárias das tropas regulares, da GNR, das Brigadas Negras e de várias polícias semioficiais, juntamente com os alemães, que fizeram as represálias. O Exército Republicano foi aumentado pela convocação de Graziani, que recrutou vários milhares de homens. Graziani estava apenas nominalmente envolvido nas forças armadas, sob o apolítico CSR. 
O Corpo de Polícia Republicano foi formado em 1944 sob o comando do tenente-general Renato Ricci. Incluía os camisas negras fascistas, os membros da Polícia Africana Italiana servindo em Roma e os Carabinieri.  O Corpo trabalhava contra grupos antifascistas e era autônomo (não se reportava a Rodolfo Graziani), de acordo com uma ordem emitida por Mussolini em 19 de novembro de 1944. 

## Guerra civil

### Contexto

#### A queda do regime fascista na Itália

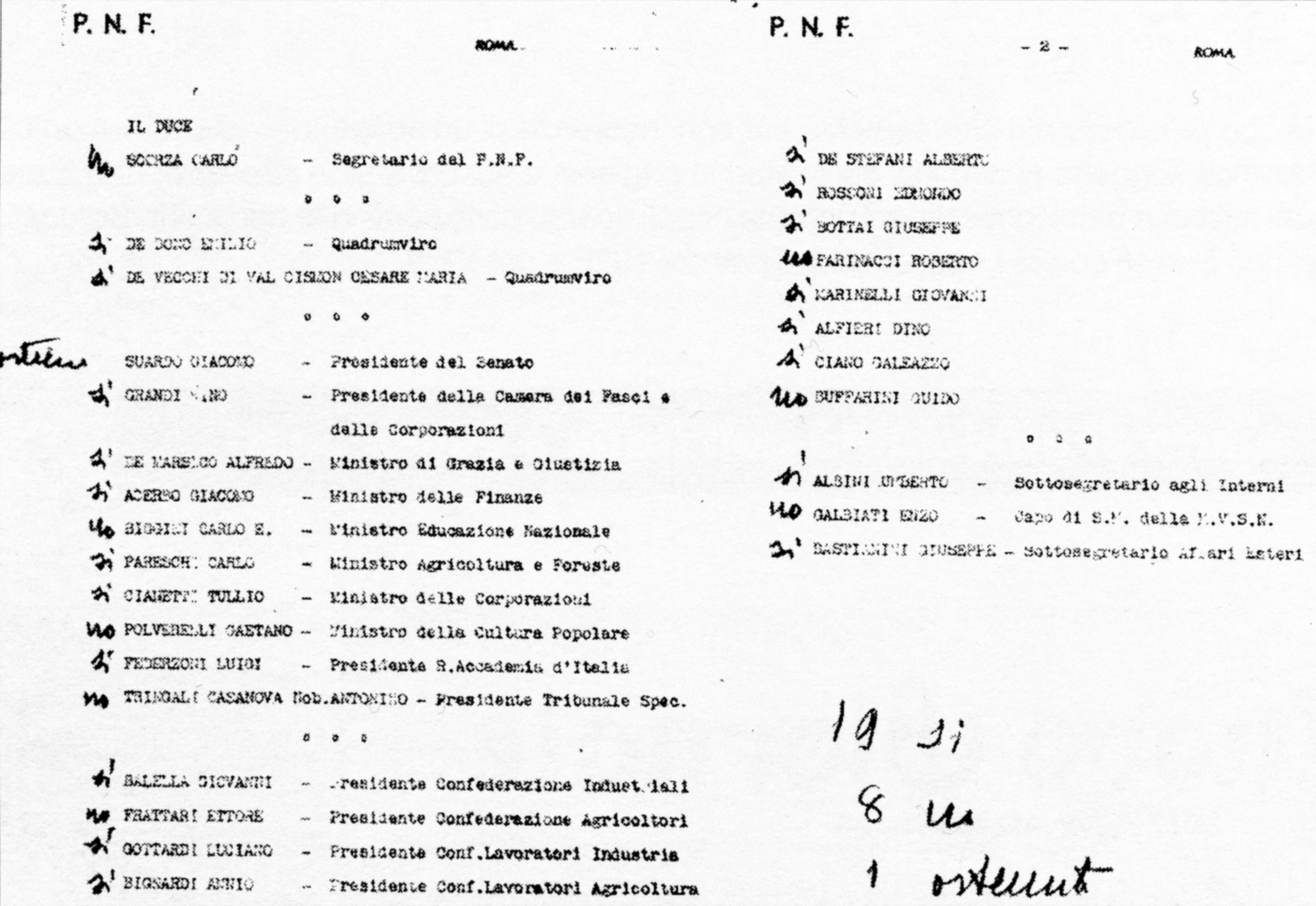
O resultado oficial da votação da Agenda Grandi

Após a vitória alcançada na Campanha Norte-Africana, os Aliados iniciaram a Campanha da Itália: entre 11 e 12 de junho de 1943, Lampedusa e Pantelária foram os primeiros territórios italianos a serem conquistados na Operação Corkscrew. Em 10 de julho, começou o desembarque na Sicília e, em 19 de julho, Roma foi bombardeada pela primeira vez. 
A ameaça de invasão do território nacional, a convicção da inevitabilidade da derrota, a incapacidade de Benito Mussolini de "se separar da Alemanha",  aliada à consciência de que a sua presença impedia qualquer negociação com os Aliados, determinaram a queda do seu governo: na noite entre 24 e 25 de julho, o Grande Conselho do Fascismo aprovou uma moção de censura contra o primeiro-ministro, denominada Agenda Grandi, em homenagem ao seu promotor Dino Grandi. No dia seguinte, o rei Vítor Emanuel III mandou prender Mussolini e o substituiu pelo marechal Pietro Badoglio.
Diante do golpe de estado, os fascistas permaneceram inertes e o exército conseguiu ocupar os palácios Wedekind e Braschi, sede do partido e da federação romana respectivamente, sem encontrar resistência. Na ausência de ordens do general Enzo Galbiati (que também tinha votado contra a demissão de Mussolini), nem os camisas-negras se mexeram, embora pudessem contar com a 1ª Divisão Blindada "M", constituída por elementos leais ao regime, que localizava-se ao norte do Lago Bracciano. 

#### Os "45 dias"
A notícia da renúncia de Mussolini foi considerada por uma parte dos italianos, exaustos pelo conflito, como prova de sua iminente conclusão; houve manifestações de júbilo, mas também de violência, com a destruição de bens e bens do Partido Nacional Fascista e organizações partidárias e a remoção e destruição de símbolos e monumentos ligados ao fascismo. No entanto, as esperanças de paz logo se desvaneceram, após a proclamação em que Badoglio anunciou: "A guerra continua. A Itália [...] mantém sua palavra ".  Assim começou o período de "quarenta e cinco dias", em que começaram as negociações secretas para concluir uma paz separada com os Aliados, disfarçada por declarações públicas de lealdade à Alemanha. Enquanto isso, os alemães, preparados para a eventualidade de uma rendição italiana, planejavam a Operação Achse para ocupar a Itália. 

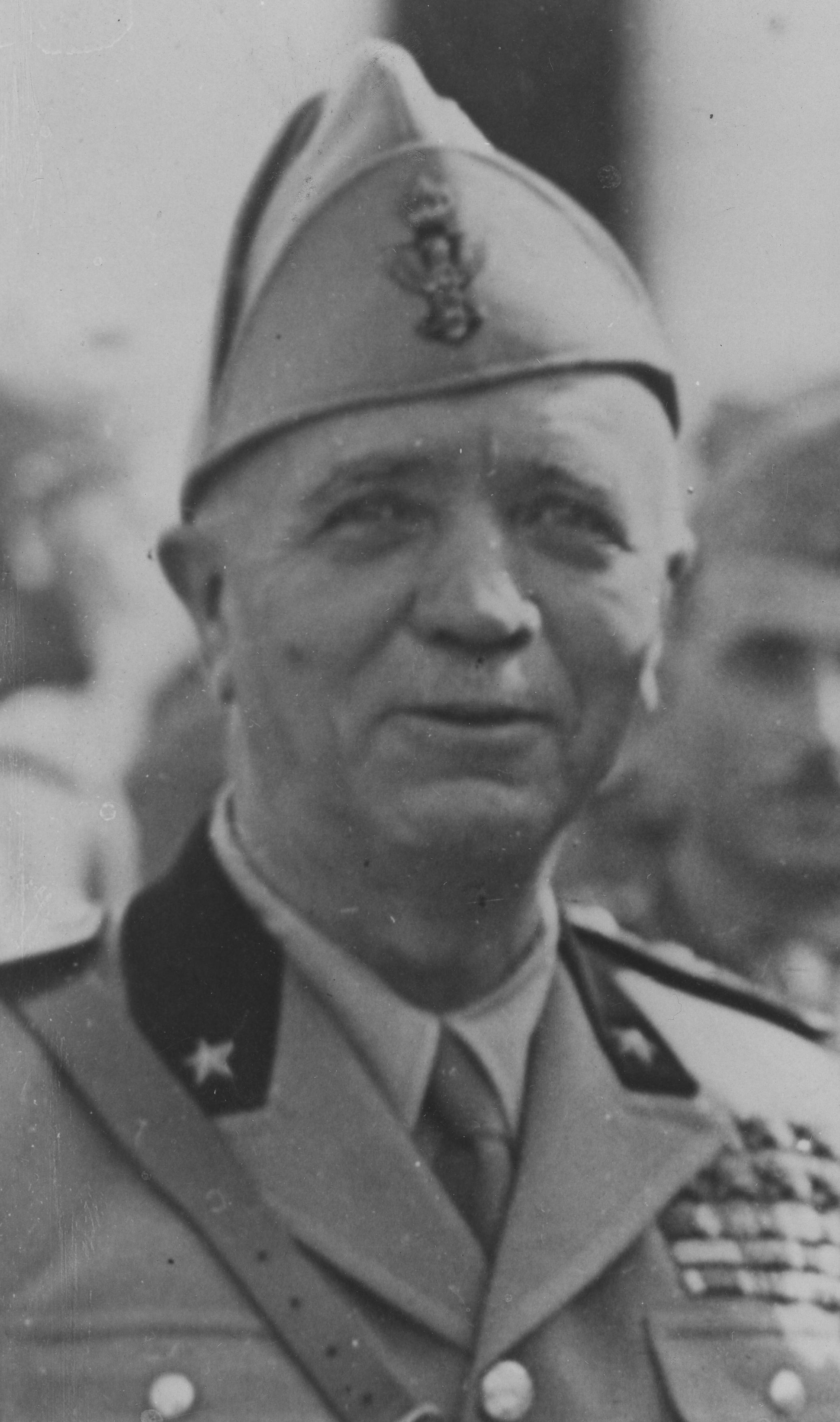
Pietro Badoglio

O governo Badoglio iniciou o trabalho de desmantelamento do estado fascista e tomou medidas para manter a ordem no país: dissolveu o PNF, manteve a proibição de constituição de partidos políticos e impôs a lei marcial. Além disso, algumas manifestações antifascistas foram reprimidas de forma sangrenta, como as ocorridas em 28 de julho em Bari (massacre da via Nicolò dell'Arca) e Reggio Emilia (massacre de Reggiane), onde os militares dispararam contra os manifestantes em um memorando circulado escrito pelo general Mario Roatta, chefe do estado-maior do exército, que ordenou aos soldados que enfrentassem os distúrbios "em formação de combate" e "abrissem fogo à distância mesmo com morteiros e artilharia sem aviso de qualquer tipo". 
Essas disposições permitiram aos antifascistas difundir a ideia de uma continuidade substancial entre o governo de Mussolini e o de Badoglio, a ponto de "se perguntarem se a liquidação do fascismo não é por acaso uma trágica decepção".  Esse sentimento também foi apoiado pelo fato de que muitos funcionários públicos do período fascista em cargos-chave foram deixados em seus lugares pelo novo governo, como observa o verso de La Badoglieide : "Você chamou os esquadrões de volta / os antifascistas você os colocou na cadeia / a camisa não era mais preta / mas o fascismo continuou sendo o mestre." 
Posteriormente, Badoglio conseguiu neutralizar completamente a milícia, incorporando-a ao exército e substituindo os quadros superiores por oficiais de segura fé monárquica. O sucessor de Galbiati no comando da corporação, Quirino Armellini, divulgou um memorando circulado em 30 de julho no qual garantiu a Badoglio a inocuidade dos camisas pretas, estigmatizando "a reação do país, desagradável e muitas vezes brutal em relação à milícia", e assegurando o vontade do novo governo de continuar a guerra contra os anglo-americanos, descritos como um inimigo "animado por um ódio desumano e pela determinação determinada de aniquilar" a pátria, à qual era necessário "opor os nossos peitos e as nossas armas, tenazmente lutando ao lado do aliado". 
Nos mesmos dias, os antifascistas começaram a se reorganizar graças ao retorno da prisão, confinamento ou exílio de inúmeros líderes: Luigi Longo, Pietro Secchia e Mauro Scoccimarro para os comunistas; Pietro Nenni, Sandro Pertini, Rodolfo Morandi e Giuseppe Saragat para os socialistas; e Riccardo Bauer, Ugo La Malfa e Emilio Lussu para os ativistas. As primeiras organizações antifascistas e os primeiros "comitês interpartidários de oposição" começaram a se formar, lançando as bases para o futuro Comitê de Libertação Nacional. Em 3 de agosto, uma delegação do Comitê Central de Oposição - composta por Ivanoe Bonomi, Alcide De Gasperi, Luigi Salvatorelli, Meuccio Ruini e Giorgio Amendola - apresentou a Badoglio uma declaração "reclamando" do governo ", sem hesitação e demora que poderia ser fatal, a cessação de uma guerra contrária às tradições e interesses nacionais e aos sentimentos populares, cuja responsabilidade é e deve recair sobre o regime fascista". 
Na noite de 23 para 24 de agosto, o hierarca fascista Ettore Muti - acusado de conspirar para restaurar o poder a Mussolini - foi morto pelos carabinieri enviados para prendê-lo, oficialmente durante uma tentativa de fuga. Após a fundação do RSI, os fascistas apontaram Badoglio como o instigador do assassinato e amplamente celebraram Muti como o primeiro caído da guerra civil, alegando a teoria da conspiração como prova de que não haviam permanecido inativos após 25 de julho.  O argumento de que uma tentativa de revolta fascista contra Badoglio teria sido evitada pela morte de Muti - bem como pela ausência dos "melhores fascistas" engajados na frente, e por ter acreditado na continuação do aliança com a Alemanha - foi reproposto pelas publicações de Salò mesmo depois da guerra. 
As estimativas variam em relação ao número de fatalidades fascistas durante os 45 dias.  Nos meses seguintes, os antifascistas se convenceram de que haviam sido excessivamente indulgentes com os expoentes do regime deposto, a ponto de atribuir o início da guerra civil ao fato de que "os fascistas retornaram porque sangue fascista não foi derramado em 25 de julho". Por outro lado, para os fascistas, seu "martírio" começou em 25 de julho, pelo qual eles tiveram que se vingar. 

#### O armistício e o colapso do Reino da Itália
Nas semanas seguintes à queda de Mussolini, enquanto a Itália continuava a guerra ao lado da Alemanha, o novo governo tentou com alguma confusão tirar o país do conflito: a 3 de setembro assinou o Armistício de Cassibile, imposto pelas Potências Aliadas, e anunciou inesperadamente o armistício com uma mensagem de rádio lida pelo marechal Badoglio na noite de 8 de setembro. 
Em 25 de julho, apesar do entusiasmo inicial com que grande parte da população recebeu a notícia, ficou claro que o armistício não traria paz. No mesmo dia, o rei e Badoglio fugiram da capital, refugiando-se na Apúlia com a maioria dos membros do governo, a fim de evitar a temida reação alemã à rendição italiana. Em pouco tempo, os alemães realizaram a Operação Achse e ocuparam grande parte da península, incluindo Roma. 

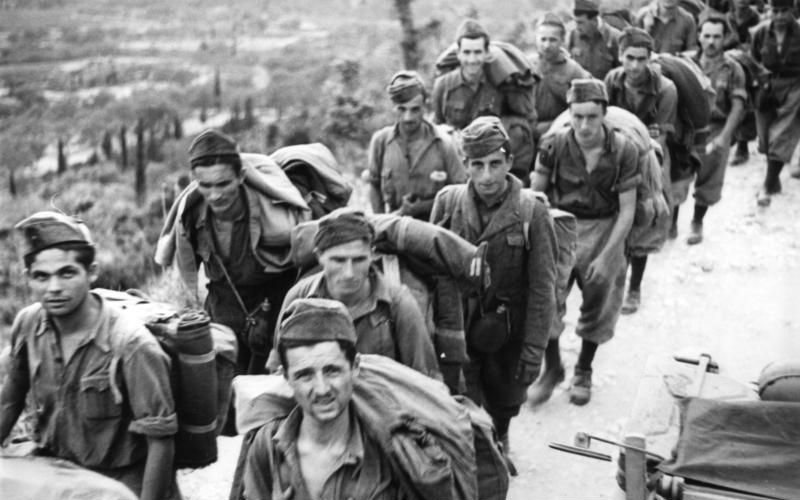
Soldados italianos feitos prisioneiros pelos alemães após 8 de setembro em Corfu

Na Itália e nas áreas de ocupação (sul da França, Balcãs e Grécia), foram centenas de milhares de soldados que, na ausência de ordens, se renderam sem lutar e foram deportados para a Alemanha, onde foram detidos como "internados militares". ". Outros conseguiram agasalhar-se à civil e refugiar-se, beneficiando das inúmeras manifestações de solidariedade em que a população civil trabalhou.  Os casos em que algumas unidades reagiram com sucesso à agressão alemã foram raros e devido à falta de iniciativa pessoal dos comandantes.  Nas cidades, as cenas em que multidões de soldados italianos desmobilizados foram rapidamente dominados por alguns soldados alemães provocaram raiva e desespero: foi a derrota repentina sofrida nas mãos dos antigos aliados da Itália, mais ainda do que a rendição aos anglo-americanos, que foi percebido como um "novo imenso Caporetto". 
O anúncio do armistício pegou muitos italianos desprevenidos: as circunstâncias em que foi divulgado fizeram com que soldados e civis se sentissem abandonados e entregues a si mesmos, os primeiros pelos oficiais e os segundos pelas autoridades públicas, respectivamente,  e houve quem visse no 8 de setembro e suas consequências o momento do desaparecimento do tecido conjuntivo nacional. 
Após a divulgação pública do armistício e dos eventos consequentes, a Itália viu-se dividida em várias entidades político-territoriais. O governo de Badoglio, presidido pelo rei, viu-se exercendo sua autoridade apenas sobre uma parte do território do Reino da Itália, correspondendo principalmente às províncias de Brindisi e Taranto e à Sardenha. Só gradualmente os territórios italianos gradualmente conquistados pelos anglo-americanos ficaram sob a jurisdição real. As terras italianas sob controle aliado ainda não confiadas à administração real foram submetidas a um governo de ocupação militar, o Governo Militar Aliado dos Territórios Ocupados (AMGOT). Neste contexto foi criado o Exército Co-Beligerante Italiano, que era constituído por várias divisões do antigo Exército Real Italiano durante o período em que lutou ao lado dos Aliados.

### Eventos

#### A eclosão da guerra civil

Mapa da República Social Italiana (RSI). Seu território (marcado em verde) foi o teatro da guerra civil. Em cinza estão os territórios do Reino da Itália.

Nos dias imediatamente seguintes ao armistício, com o eclipse do poder do Estado real, começaram a se formar os dois lados da guerra civil, os guerrilheiros e os fascistas, ambos convencidos de que representavam legitimamente a Itália. Muitos daqueles que pegaram em armas foram pegos de surpresa pelo armistício de um lado ou de outro quase por acaso e tiveram que fazer sua escolha de lado com base nas circunstâncias.  A decisão tornou-se mais dramática pelo isolamento em que ocorreu, pois diante do colapso do Estado não havia mais a possibilidade de se referir a uma autoridade, mas apenas aos próprios valores.  É claro que as escolhas não foram todas instantâneas e baseadas em certezas absolutas, mas "um nada, um passo em falso, um salto da alma" foi o suficiente para se encontrar do outro lado. 
A escolha foi particularmente onerosa para os militares, obrigados por um lado a honrar o juramento ao rei e por outro a respeitar a aliança com os alemães, em ambos os casos a penalidade por sua honra de soldados; alguns resolveram o problema apelando à sua consciência: alguns, considerando dissolvido o juramento ao Rei devido ao seu comportamento, apresentaram-se aos comandos alemães pedindo alistamento,  recebendo como distintivo uma braçadeira com tricolor e a inscrição Dienst der Deutschen Wehrmacht ("a serviço da Wehrmacht alemã"); outros, embora também se considerassem não mais vinculados ao juramento ao rei, ainda assim optaram por não ficar do lado do Eixo. 
O historiador Santo Peli escreve que, depois de 8 de setembro, os soldados italianos capturados pelas forças armadas germânicas eram mais de 800.000; deles cerca de 186.000 escolheram colaborar em várias funções com os alemães. "Para os restantes, mais de seiscentos mil, que inicialmente se recusaram a permanecer "fiéis à aliança", as portas dos campos estão escancaradas. [. . . ] Nos campos localizados em territórios sob jurisdição da Wehrmacht, em fevereiro de 1944, ainda estavam presos 615812 ex-soldados italianos, que haviam recusado qualquer colaboração com as forças armadas alemãs e fascistas". 
Em alguns casos o destino após o 25 de julho também foi decisivo, como aconteceu com o futuro comandante guerrilheiro Nuto Revelli:

Sem a Rússia, em 8 de setembro talvez eu tivesse me escondido como um cachorro doente. Se na noite de 25 de julho eu tivesse sido espancado, hoje talvez eu estivesse do outro lado. Tenho medo de quem diz que sempre entendeu tudo, que continua entendendo tudo. Compreender o 8 de setembro não foi fácil!
Motins e tiroteios ocorreram durante os dias do armistício, mas raramente envolveram italianos de ambos os lados. O estado-maior do Exército Real em alguns casos mudou os comandos com elementos de certa fé monárquica, como aconteceu com a 1ª Divisão Blindada "M", que se tornou a 136ª Divisão Legionária Blindada "Centauro" e foi atribuída ao General Giorgio Calvi di Bergolo, genro do rei; no entanto, o Comando Supremo não considerou a divisão confiável, pois não se moveu para defender Roma durante os eventos de 8 de setembro.
Acontecimentos sangrentos relevantes foram registados na Sardenha, onde o contingente italiano, gozando de uma clara superioridade numérica e de uma boa qualidade dos departamentos disponíveis, incluindo a 184ª Divisão de Pára-quedistas "Nembo", obrigou os alemães a retirarem-se da ilha. Consequentemente, ao contrário do resto da Itália, não havia espaço de manobra para os italianos que não queriam obedecer às disposições do armistício e que, portanto, deveriam fazer a escolha do lado imediatamente. A Sardenha foi, portanto, palco de "um dos primeiros episódios da guerra civil",  quando ao anúncio do armistício o XII batalhão do "Nembo", sob o comando do major Mario Rizzatti, se amotinou para seguir os alemães de a 90ª Divisão de Infantaria Leve e depois continuar a luta contra os anglo-americanos. O tenente-coronel Alberto Bechi Luserna, enviado para reprimir esta sedição, foi morto pelos amotinados. Cinco dias depois, o marechal comum Pierino Vascelli foi morto por um desconhecido que, embora não tivesse se juntado aos amotinados, não escondia seus sentimentos fascistas. 
O 63º batalhão da legião de Camisas Negras Tagliamento, composto por cem paraquedistas da escola de Viterbo, parte do 10º departamento de Arditi em Civitavecchia,  e os soldados da 10ª Flotilha do MAS estacionados em La Spezia, foi comandado por Príncipe Junio Valerio Borghese, que reconstituiu o corpo mantendo o mesmo nome, principalmente como infantaria de fuzileiros navais.
No clima geral em que "todos estavam como que possuídos por uma" necessidade de grandes traições "contra as quais retaliar",  ambos os lados (embora entre os partidários houvesse uma minoria de monarquistas convictos) estavam unidos pela condenação de o rei e di Badoglio: os fascistas os acusaram de terem traído a aliança com os alemães e de terem assim comprometido a honra da Itália aos olhos do mundo, enquanto os opositores de terem impedido o 8 de setembro de "transformar-se em um dia triunfal e redentor dia da ressurreição". 
Os primeiros grupos de fascistas retomaram a iniciativa;  ao mesmo tempo, em Roma - enquanto continuavam os combates entre o Exército Real Italiano e a Wehrmacht - o primeiro Comitê de Libertação Nacional foi fundado pelos expoentes do antifascismo político, enquanto, especialmente no Piemonte e Abruzzo, o primeiro grupos partidários foram formados.  Naquela época, foram lançadas as bases tanto da "resistência ativa" quanto da "resistência passiva", com a população civil oferecendo solidariedade e ajuda aos soldados que se esconderam  ou que escolheram "não escolher", colocando se na "área cinza" ou entre os "garçons". 

#### Relações entre o Reino da Itália e a República Social Italiana

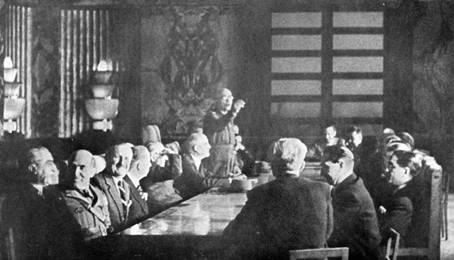
Primeira reunião do segundo governo Badoglio em Salerno (22 de abril de 1944)

O conflito civil travado entre fascistas e guerrilheiros raramente envolveu as forças armadas da República Social Italiana e do Reino da Itália em confrontos diretos. Os dois estados italianos, em princípio, evitaram posicionar suas próprias unidades na frente contra as unidades do outro.  Em alguns casos, no entanto, soldados italianos se viram lutando contra outros italianos: o Forlì Battalions Group of RSI enquadrado na 278ª Divisão Alemã enfrentou os fuzileiros navais do Folgore Combat Group do Royal Army, com quem também houve confrontos com mortos e feridos, e o do Grupo de Combate Cremona, cujo Batalhão I colidiu com os restos do Batalhão Decima MAS Barbarigo em retirada, em Santa Maria em Punta no Polesine. 
No sul, desenvolveu-se também um movimento de resistência fascista contra os anglo-americanos, que, no entanto, não teve nem a extensão nem o apoio popular do movimento antifascista do norte. A imprensa do RSI ampliou propandisticamente sua entidade através da figura de O 'Scugnizzo, um segundo-tenente que trabalhava no sul atrás das linhas inimigas,  também protagonista de uma história em quadrinhos de Guido Zamperoni. Apesar das tentativas de Alessandro Pavolini de criar verdadeiras unidades militares que operassem com táticas partidárias atrás das linhas aliadas, por vontade expressa de Mussolini a atividade do movimento de resistência fascista no sul se limitava à espionagem, propaganda e sabotagem contra as tropas de ocupação. Houve casos de assassinato, como o do cônsul geral da milícia Gianni Cagnoni, morto - presumivelmente pelos fascistas por sua atividade como agente duplo de inteligência com os serviços secretos aliados - na Sardenha em 1944. 
Mais articulada e problemática é a questão das relações secretas entre a República Social Italiana e o Reino de Itália, em particular entre elementos das duas marinhas militares  (e - no seio da Marinha Nacional Republicana - do 10.º MAS) para conseguir um modus vivendi e evitar confrontos diretos entre as duas Forças Armadas e - no final do conflito - tentar planejar um desembarque conjunto na Ístria, a fim de evitar o perigo da invasão iugoslava. No entanto, os contactos directos entre os emissários de Borghese e o capitão do navio Agostino Calosi, bem como com Ivanoe Bonomi e o almirante De Courten, não conduziram a quaisquer resultados, devido à oposição da Alemanha e do Reino Unido, que por motivos semelhantes não gostaram do Presença italiana no março juliano. Diferentes resultados foram obtidos no envolvimento, após a guerra, de ex-fuzileiros navais em organizações anticomunistas de retaguarda  ou em operações secretas como o naufrágio sob comissão britânica de navios carregados de armas com destino aos sionistas na Palestina. 

#### A guerra contra o inimigo interno

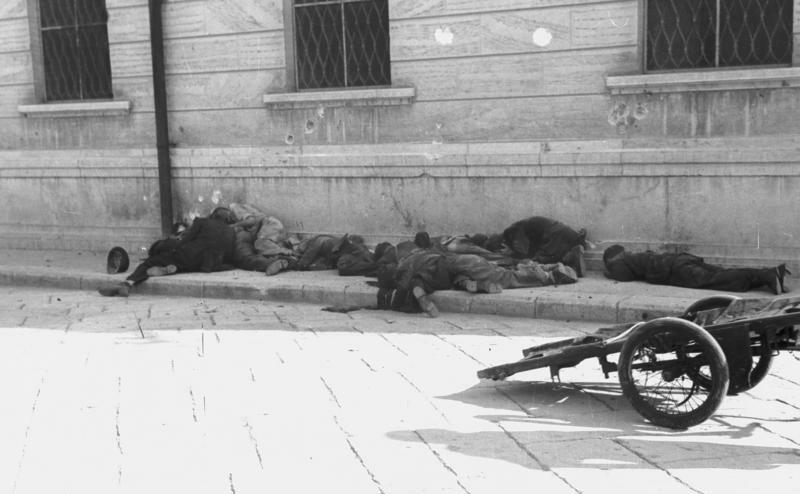
Partidários italianos baleados por invasores alemães em Barletta, 12 de setembro de 1943

Entre os eventos sangrentos mais significativos que ocorreram na fase imediatamente seguinte ao estabelecimento da República Social Italiana está o assassinato do federal Igino Ghisellini, ocorrido em 14 de novembro de 1943. Durante o Congresso de Verona do Partido Fascista Republicano, a notícia do assassinato de Ghisellini provocou uma reação da turba que resultou em retaliação a onze antifascistas alheios ao assassinato, gesto definido como "estúpido e bestial" pelo próprio Mussolini.  Tal foi a impressão negativa que este episódio foi levantado como o "primeiro assassinato da guerra civil" e como o fim de qualquer esperança "de reconciliação dos italianos". 
Independentemente de quem disparou fisicamente "o primeiro tiro", Claudio Pavone descarta o problema do "primeiro tiro" como "pouco produtivo" e parte das conclusões de Giorgio Bocca ("É óbvio que os antifascistas são os primeiros a se movam e que os comunistas se movam primeiro"), considerando-os porém não exaustivos e carentes de integração através da análise do "desejo de vingança" dos fascistas republicanos.  Renzo De Felice traça a origem da guerra civil até o nascimento da República Social Italiana:  segundo o historiador, a fundação de um estado italiano fascista, colaboracionista com a Alemanha nazista, impediu a Resistência de assumir um caráter nacional exclusivo de libertação dos alemães e transformou-o em um movimento de luta política e social, no qual os comunistas desempenharam um papel de grande importância. 
Algumas tentativas de evitar a eclosão de uma guerra civil feitas por vários expoentes fascistas  logo foram postas de lado diante do desenrolar dos acontecimentos, da realidade da dura ocupação alemã e da violência crescente dos grupos partidários. Logo os intransigentes do recém-nascido Partido Fascista Republicano estavam em vantagem.  Os comunistas tomaram a iniciativa de trazer resistência armada contra o novo fascismo, aliado aos alemães, nas cidades; depois de uma série de ataques, o Gruppi di Azione Patriottica matou o chefe da Milícia de Turim Domenico Giardina em 29 de outubro e depois os ataques se espalharam por todas as cidades: em Roma (ataque ao Teatro Adriano onde falava o marechal Graziani), em Florença, em Gênova e em Ferrara. 
Diante dessa série de ataques, os intransigentes fascistas, Pavolini antes de tudo, tiveram a oportunidade de afirmar sua posição e impor uma repressão também a Mussolini: no final de novembro, Mezzasoma ordenou aos jornais que cessassem todas as discussões sobre a possível "pacificação ". 
As primeiras formações partidárias - quase todas de cariz militar, porque eram constituídas maioritariamente por soldados desmobilizados do Exército Real ou ex-prisioneiros de guerra que fugiram dos campos de concentração - foram atingidas pela reacção alemã e destruídas porque utilizaram tácticas de guerra territorial guarnição e manutenção de pilares por meio de uma defesa rígida e concentrada, em vez de adotar a guerra de guerrilha;  um exemplo foi o destino do grupo Cinque giornate, que foi sitiado no forte de San Martino acima de Varese pelos alemães e forçado a se render.  Consequentemente, o movimento partidário obteve melhores resultados com a criação de equipes e grupos de dimensões mínimas - células - para realizar ataques.

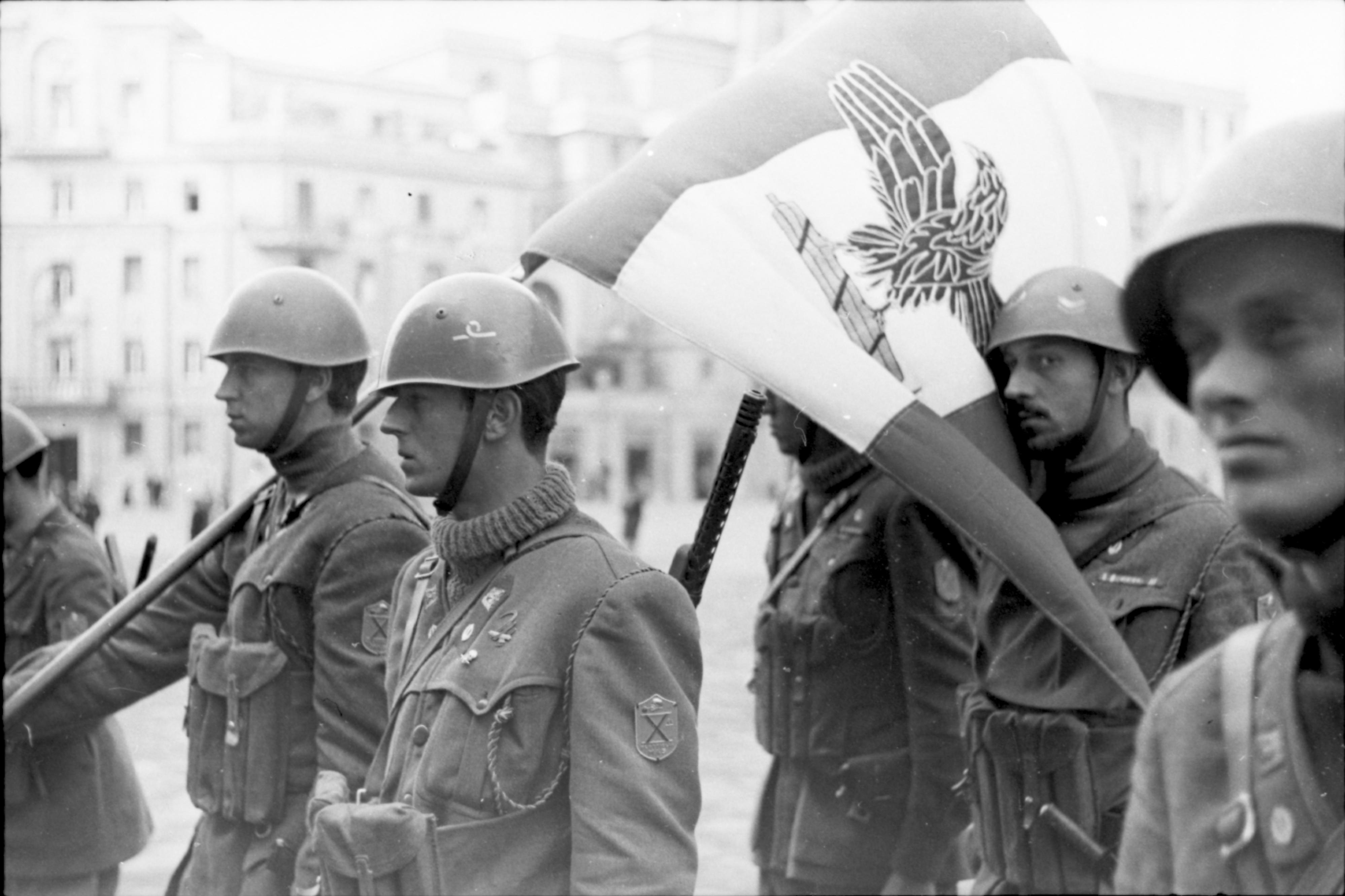
Soldados da República Social Italiana destacados para a Batalha de Anzio (22 de janeiro de 1944)

No entanto, foi com o "Bando Graziani" de 19 de fevereiro de 1944 que a Resistência adquiriu uma massa de homens suficiente para poder criar um verdadeiro exército clandestino atrás das linhas alemãs. De fato, até fevereiro de 1944, segundo Ferruccio Parri,  as forças armadas partidárias somavam um total de 9.000. Com a proclamação do recrutamento em massa, pelo menos setenta mil jovens aderiram aos guerrilheiros para não terem de se submeter ao alistamento, e boa parte deles foi engrossar as unidades de resistência. A estes foi então necessário acrescentar as unidades da planície e das cidades, os "patriotas" e os partidários, que durante o período de máxima atividade partidária atingiram 200.000 homens e mulheres.  Na primavera-verão de 1944, a força do movimento partidário foi tal que permitiu a criação de efêmeras repúblicas partidárias, que conseguiram sobreviver até o outono-inverno do mesmo ano, quando foram destruídas pelos italianos. contra-ofensivas alemãs. Em particular, Mussolini definiu as operações contra as repúblicas partidárias do Piemonte como uma "marcha da República Social contra a Vendéia", referindo-se ao episódio das guerras civis francesas em que os exércitos revolucionários esmagaram as revoltas legitimistas da Vendéia. 
Em relação aos guerrilheiros, cada vez mais ousados em seus empreendimentos, os alemães decidiram usar cada vez mais as forças da República Social Italiana, contando também com as personalidades mais intransigentes, e vinculando a "repressão à rebelião" à um problema interno italiano com o qual os italianos deveriam se ocupar. Desta forma, além de delegar o "trabalho sujo" a outros, conseguiram também manter ocupadas as forças do RSI, que de outra forma - se empregadas na frente - teriam criado problemas de natureza militar e política. 
Após o avanço da frente na Linha Gustav e o avanço aliado no centro da Itália, muitas das guarnições da Guarda Nacional Republicana foram dissolvidas. Em contraste, especialmente na Toscana, os elementos armados diretamente dependentes do Partido conseguiram, em certa medida, organizar-se e oferecer uma última resistência ao avanço inimigo e aos ataques partidários. Os atiradores de Florença mantiveram várias unidades aliadas e guerrilheiras sob controle por vários dias. Esses episódios deram a Alessandro Pavolini a possibilidade de obter a militarização do Partido de Mussolini através do estabelecimento das Brigadas Negras, fundadas com a intenção declarada de lutar antes de tudo contra os guerrilheiros  antes mesmo dos Aliados: sua criação representou o ponto de não retorno da guerra civil, definida por Pavolini como uma "guerra de religião",  tanto que sua criação é identificada como "o ponto culminante do engajamento fascista na guerra civil".  As brigadas foram eminentemente utilizadas em operações anti-partidárias, mas também, embora contrárias à sua intenção inicial, em tarefas policiais, como prisões e requisições, também destinadas à captura de judeus; apenas esporadicamente participavam em confrontos de guerra, que envolviam aquelas unidades que se viam tendo de enfrentar as unidades aliadas na ofensiva ou que permaneciam nas cidades do norte após a evacuação das tropas regulares, formando grupos de resistência e atiradores. 
As Brigadas Negras e a Guarda Nacional Republicana distinguiram-se pela indisciplina e pela extrema dureza utilizada na repressão, a ponto de por diversas vezes os alemães se comandarem e por vezes os Questores italianos protestarem contra a violência gratuita, as execuções sumárias e a sua espetacularização através da exibição de cadáveres nas ruas. Por exemplo, no final de 1944, o general Fridolin von Senger und Etterlin preocupado com a manutenção da ordem pública, contestou os métodos da brigada de Franz Pagliani contra as autoridades fascistas de Bolonha, e então determinou sua expulsão da cidade no início de 1945. 

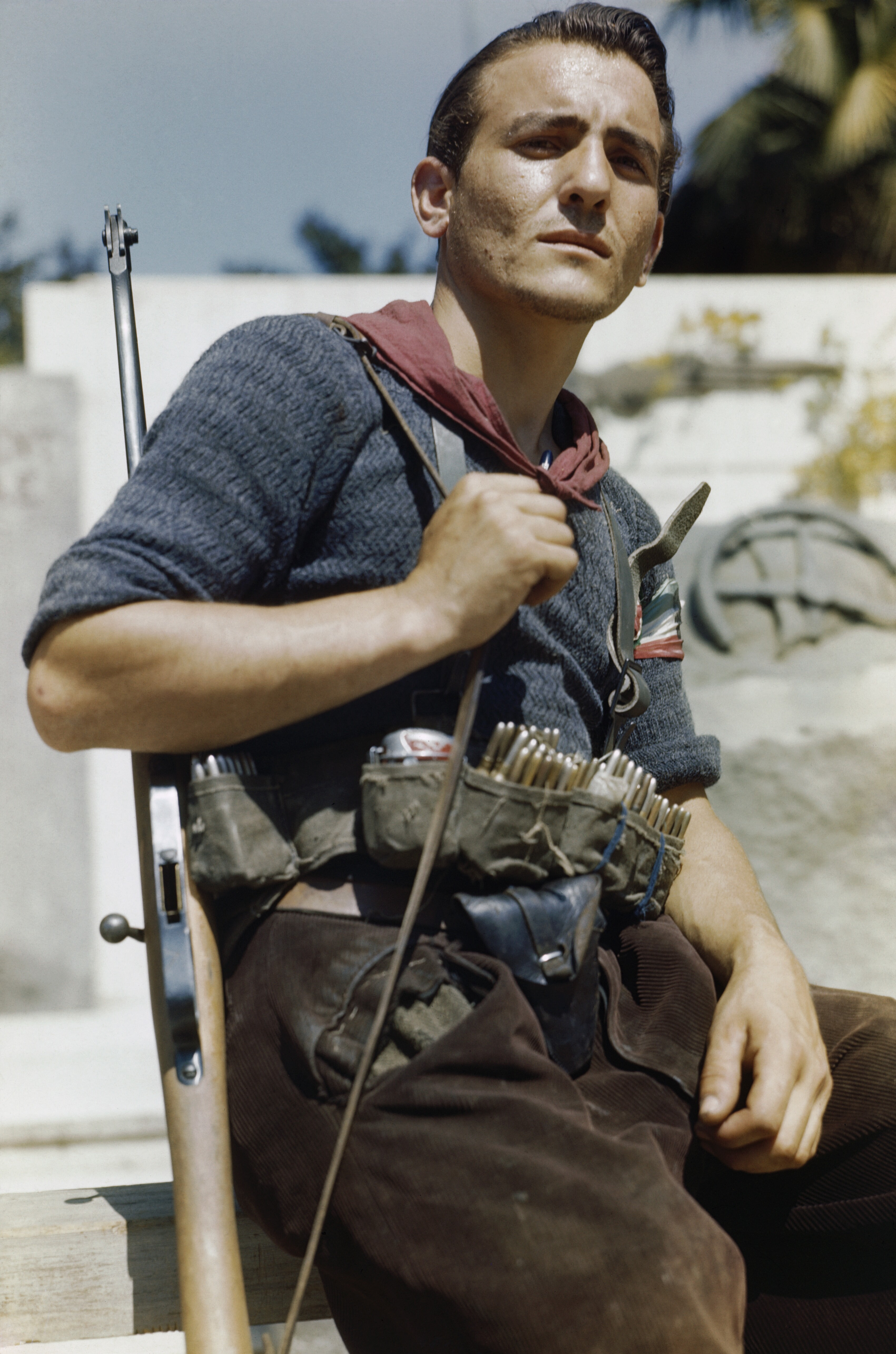
Um guerrilheiro italiano em Florença, 14 de agosto de 1944

A operação militar mais importante em que as brigadas participaram foi a ação, realizada com sucesso em concertação com a Guarda Nacional Republicana e unidades alemãs, da reconquista do vale de Ossola e da destruição da república partidária homónima. A necessidade de a República Social Italiana manter a ordem e reafirmar a soberania sobre o território era também imperativa para poder gerir as relações com os alemães, de forma a tentar reconquistar posições e ao mesmo tempo impedir que as autoridades alemãs - com a desculpa de tendo que proteger a retaguarda de seus exércitos - de contornar as autoridades fascistas. Apesar de todos os esforços, esse objetivo foi perdido, e a eclosão cada vez mais dura da guerra civil, combinada com a incapacidade dos fascistas de manter a ordem pública de forma independente e se opor aos guerrilheiros, permitiu aos alemães corroer até o pouco poder que o RSI havia conseguido obter. 
Nesta guerra "três vias",  os alemães mantiveram uma atitude ambígua, não hesitando em sacrificar os fascistas em nome da coexistência tranquila com os guerrilheiros.  Em vários casos,  os alemães ofereceram aos comandos guerrilheiros com os quais entraram em contato "carta branca" em suas ações contra os fascistas, desde que as unidades germânicas fossem poupadas. Embora muitos dos comandantes guerrilheiros rejeitassem acordos semelhantes, o clima de maior "ódio contra os fascistas do que contra os alemães"  parece ter motivado os guerrilheiros a lutar. Este tipo de motivação prevaleceu entre os partidários da área acionista, enquanto alguns comissários comunistas, no entanto, viam com preocupação a possibilidade de uma "turvação do caráter nacional da luta".  Noutros casos, chegaram-se por vezes a acordos locais, sobretudo com elementos partidários não accionistas ou comunistas, como é o caso dos Green Flames,  com fins tácticos ou para conseguir um modus vivendi patriótico ou mesmo com alianças temporárias "para a luta dos bandos extremistas e criminosos comuns" presentes em grandes áreas do país. 
Esses contatos tiveram como resultado provocar amargos contrastes dentro de ambos os lados: as formações partidárias acusaram-se mutuamente de contatos secretos com o inimigo e de explorar tréguas temporárias com os nazi-fascistas para dar tempo à reorganização, em detrimento das unidades partidárias de diferentes alinhamentos ideológicos, ou de querer continuar deixando o grosso das perdas para os outros, esperando o momento certo para um confronto. Em particular, acionistas e comunistas em suas reclamações mostram o medo de laços estreitos entre os partidários de "centro e direita" com os nazistas-fascistas.  Além disso, os comunistas acreditavam que os partidários autônomos, devido ao anticomunismo de seus comandantes, poderiam se tornar os equivalentes italianos dos chetniks, partidários iugoslavos monárquicos, em nítido contraste com os partidários comunistas de Tito. 
O massacre de Porzûs viu guerrilheiros comunistas da divisão Natisone (da brigada SAP 13 martiri di Feletto), anexados ao IX Corpo Iugoslavo por ordens de Palmiro Togliatti,  massacraram 20 guerrilheiros e uma mulher no QG de um dos muitos Brigadas católicas de Osoppo, alegando que eram espiões alemães. Entre os mortos estavam o comandante Francesco De Gregori (tio do cantor Francesco De Gregori) e o comissário de brigada Gastone Valente. 
O problema da guerra civil entre os italianos foi profundamente sentido por ambas as facções em guerra: muitos tinham fortes objeções de consciência a esse tipo de guerra, mas muitos também eram intransigentes. Além disso, embora os comandos militares anglo-americanos não desejassem de forma alguma um crescimento exagerado do movimento guerrilheiro e do seu empenho militar para além das necessidades aliadas (essencialmente: espionagem e recolha de informações; sabotagem; resgate de agentes, pilotos abatidos e fugitivos aliados), as rádios de propaganda aliadas (Radio Algeri, Radio Londra, Radio Milano Libertà, Radio Bari) incitaram abertamente o assassinato de expoentes do fascismo republicano, emitindo advertências intimidadoras e divulgando notícias sobre seus domicílios, hábitos, conhecidos e quaisquer coberturas destes, então que eles se sentiriam perenemente perseguidos. 
As forças da República Social Italiana lutaram para manter a insurgência sob sigilo, resultando em um pesado tributo às forças de ocupação alemãs estacionadas para apoiá-las. O marechal de campo Albert Kesselring estimou que apenas de junho a agosto de 1944, os guerrilheiros italianos infligiram um mínimo de 20.000 baixas aos alemães (5.000 mortos, 7.000 a 8.000 capturados/desaparecidos e o mesmo número de feridos), enquanto eles próprios sofriam baixas muito menores.  O oficial de inteligência de Kesselring forneceu um número maior de 30.000 - 35.000 baixas de atividade partidária naqueles três meses (o que Kesselring considerou muito alto): 5.000 mortos e 25.000-30.000 desaparecidos ou feridos. 

#### Grupos fascistas especiais
Além das unidades regulares do Exército da República Social Italiana e das Brigadas Negras, operavam várias unidades especiais fascistas, muitas vezes inicialmente formadas espontaneamente e depois enquadradas nas forças armadas de Salò. Essas formações, compostas em grande parte por criminosos comuns, muitas vezes adotavam métodos brutais durante as operações de contra-insurgência, repressão, retaliação e contra-espionagem. 

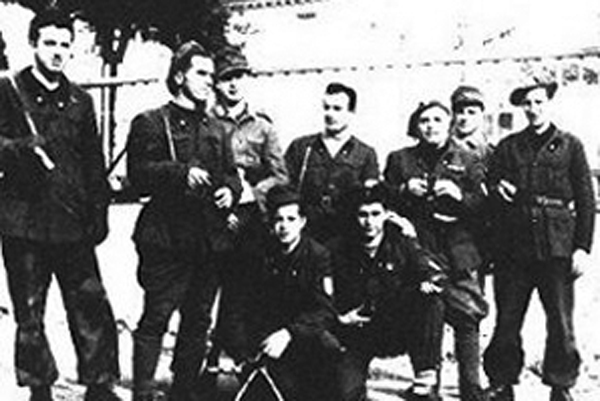
A Banda Koch

Entre os primeiros a se formar, estava a quadrilha dos federais Guido Bardi e Guglielmo Pollastrini em Roma, cujos métodos grosseiros e vulgares escandalizavam até os alemães.  Posteriormente, a Banda Koch foi muito ativa em Roma e contribuiu para desmantelar a estrutura do Partido de Ação na capital. A chamada Banda Koch, liderada por Pietro Koch, personalidade polêmica inicialmente ligada a Bardi e Pollastrini, posteriormente sob a proteção do general Kurt Mälzer, comandante militar da praça,  se distinguia por métodos violentos também baseados em tortura contra partidários e antifascistas. Após a queda de Roma, Koch mudou-se para Milão e tornou-se homem de confiança do Ministro do Interior Guido Buffarini Guidi, continuando sua ação repressiva e participando das lutas internas entre os vários poderes e várias forças policiais da República.  A Banda Carità atuou na Toscana e no Veneto, estabelecida como um Departamento de Serviços Especiais dentro da 92ª Legião dos Camisas Pretas, que se tornou protagonista de gestos como o Massacre da Piazza Tasso. 
Já em Milão, o Esquadrão de Ação Ettore Muti (depois Legião Autônoma Móvel Ettore Muti) operava sob as ordens do ex-cabo do exército Francesco Colombo, já expulso do PNF durante os vinte anos por peculato. Considerando-o perigoso para a ordem pública, em novembro de 1943 o federal Aldo Resega quis demiti-lo, mas foi morto por um ataque do Gruppi di Azione Patriottica ; Colombo permaneceu em seu posto, apesar de várias reclamações e indagações.  Foram os esquadrões Muti juntamente com soldados da Guarda Nacional Republicana que realizaram o massacre de Piazzale Loreto em 10 de agosto de 1944, no qual quinze detidos antifascistas foram vítimas, em retaliação a um assalto a um caminhão alemão. Após o massacre, o mesmo prefeito e chefe da província de Milão, Piero Parini, renunciou na tentativa de fortalecer a coesão das forças moderadas, minadas pela dureza da repressão alemã e pelas várias milícias da República Social. 
A cadeia de comando do Exército Nacional Republicano, primeiramente na pessoa do Marechal Rodolfo Graziani e subordinada por seus adjuntos, Mischi e Montagna, contribuiu para a repressão antipartidária ao coordenar a ação das tropas regulares, da Guarda Nacional Republicana, da As Brigadas Negras e as várias forças policiais semi-oficiais. concerto com os alemães, que também recebiam frequentemente informações sobre pessoas e grupos de resistentes que eram então usados para represálias; além disso, certamente contribuiu para tornar este Exército um instrumento verdadeiramente operacional, graças ao famoso e draconiano Bando Graziani. No entanto, deve-se dizer que Graziani, pelo menos nominalmente, garantiu que as forças armadas da República Social Italiana fossem unitárias e apolíticas, portanto dependentes não do Partido Fascista Republicano, mas do comando supremo das forças armadas. 

#### A delinquência comum
O colapso da autoridade central, a subsequente difícil retomada do governo real no sul e do governo fascista republicano no norte causaram um vácuo de poder do qual assumiram o controle indivíduos e gangues dedicados ao banditismo e à delinquência. Por todo o país assistiu-se ao ressurgimento da criminalidade, muitas vezes favorecida também pelo nebuloso clima político da época, com adesão pontual a esta ou aquela facção política ou poder beligerante. 
Roubo, tortura, pilhagem, linchamento: conceitos dos quais toda mente honesta era estranha [...] tornaram-se nosso pão espiritual diário. [...] A notícia do crime saltou da quarta página dos jornais para a primeira.— Il Corriere di Roma, 20 de Setembro de 1944
O impacto nas populações foi muito severo. Em muitas áreas da República Social Italiana, as autoridades foram incapazes de fazer frente à propagação do banditismo,  devido à crise no controle do território causada pelo internamento de numerosos carabinieri (devido à sua lealdade monárquica) e por a substituição incompleta ou inadequada dos carabinieri pelos soldados da Guarda Nacional Republicana. Em algumas áreas, a inércia de todos os poderes do Estado e a presença do banditismo e da delinquência levaram as populações locais a organizar suas próprias patrulhas armadas para defender suas propriedades. 
Em alguns casos, os próprios elementos fascistas ou partidários (mesmo abertamente) estavam cometendo atos de banditismo; houve episódios em que homens disfarçados com uniformes falsos realizaram assaltos, tanto para aproveitar o espanto que a visão de um uniforme causava nas pessoas, quanto para criar um verdadeiro "dano à imagem" do inimigo, levando-o a cair sobre eles.  Além disso, por sua própria natureza, os guerrilheiros precisavam de "autofinanciamento" e, consequentemente, "os roubos de bancos, cofres de empresas e em detrimento de ricos proprietários e empresários [...] ou quase todas as formações acabavam por se abandonar (especialmente as de Garibaldi) muitas vezes a abusos, imposições, roubos e violências indiscriminadas...”.  
Para os guerrilheiros, portanto, logo surgiu o problema de se diferenciar dos bandidos comuns, pois a incerteza da "linha de demarcação" entre guerrilheiro e banditismo  prejudicou seriamente a imagem da Resistência junto à população.  Sobre este problema, Nuto Revelli escreveu:
O fenômeno do banditismo está se espalhando. Ex-soldados desmobilizados do 4º Exército e criminosos locais, disfarçados de guerrilheiros, aterrorizam as populações. Um chapéu alpino, uma jaqueta verde-acinzentada são suficientes para confundir as águas. Pescaremos muitos, atiraremos em muitos. Se quisermos impedir que os alemães e os fascistas façam merda com toda erva, especulando sobre isso para nos difamar, não teremos que perdoar.

Além de colaborar com os carabinieri a serviço da República Social Italiana,  os comandos partidários adotaram medidas rigorosas para reprimir o crime. Em primeiro lugar, as formações que não reconheciam a autoridade do Comitê de Libertação Nacional e do Corpo de Voluntários da Liberdade foram marginalizadas e destituídas de qualquer legitimidade. Também foi decretado que quem usasse vales de arrecadação do Comitê de Libertação Nacional e usurpasse seu nome seria julgado em tribunal popular, enquanto quem o fizesse sem sequer usar o nome seria fuzilado.  A severidade destas medidas, evidenciada pelas inúmeras penas de morte infligidas aos guerrilheiros culpados de roubo e furto, foi exigida - como aponta Claudio Pavone - pela "necessidade de auto-legitimação sem sombras do movimento de resistência" .
Uma imagem espelhada da situação foi criada pelos abusos e roubos cometidos por alemães e fascistas, muitas vezes incontroláveis, apesar de todos os esforços e estigmatizações do poder central. Lascas enlouquecidas de ambos os lados se comportaram como bandidos. Entre os alemães, aliás, os departamentos formados por elementos "ost" (tártaros, russos brancos e, em menor grau, cossacos etc.) foram particularmente notáveis. Muitas vezes eles cometeram violência e estupro, e não raro tiveram que ser contidos com verdadeiro contraterrorismo pelas autoridades militares da República Social Italiana.
É difícil estudar o problema da criminalidade comum no contexto da guerra civil, uma vez que as fontes primárias do lado fascista ou alemão  (notícias e relatórios do quartel-general da polícia, dos comandos da GNR e do Ministério do Interior) e os relatórios (diários de guerra, memoriais) são viciados do ponto de vista político, o que tende a confundir indiscriminadamente guerrilheiros, bandidos, soldados fascistas e ladrões comuns.  Além disso, a natureza da guerra interna criava adesões, trocas de papéis, inteligências entre facções, de tal forma que tornava, por vezes, impossível distinguir combatentes políticos de simples criminosos ou mesmo combatentes de um ou de outro lado. Um exemplo é o caso do chamado "Batalhão Davide", uma formação partidária dedicada ao banditismo comum na área de Canelli, severamente combatida pelas batidas fascistas, que repentinamente se colocou à disposição das autoridades, propondo-se até mesmo como um "bersaglieri batalhão". Depois de violentos desentendimentos tanto com os fascistas da Guarda Nacional ("Davide" - vulgo Giovanni Ferrero - definiu-se publicamente como "antifascista" e "pró-alemão" e os seus homens gritavam provocativamente "morte ao Duce") como com outros gangues partidárias dos arredores, arbitrariedade tomada em bloco pelos nazistas para ser empregado na Schutzstaffel e como guarda na Risiera di San Sabba em Trieste.  Em Turim, a GNR capturou um bando de delinquentes juvenis que assaltava tabacarias e outros estabelecimentos comerciais emitindo "notas promissórias" com o selo falso da "Brigada Garibaldi". 
No território do Reino neste período, nasceu o fenômeno do bandido Salvatore Giuliano, sobre cujo papel criminoso ou político, adesão a ocupantes americanos ou mesmo a franjas dos serviços secretos fascistas-republicanos o debate historiográfico ainda é abrir. No Reino, a ocupação aliada  e a dramática situação social e econômica favoreceram o renascimento do fenômeno da Camorra, especialmente em Nápoles e Bari, onde a presença de bases logísticas aliadas era terreno fértil para o tráfico do mercado negro e para a prostituição, incluindo a prostituição infantil.  Mesmo no Sul, ressurgiu o banditismo (também de cunho social e movido pelos motivos tradicionais da fome, do desespero e do colapso de todas as referências do Estado), do crime comum e organizado, da corrupção, por falta de autoridade exercido pelo Governo Real. 

### O fim da luta e da guerra

#### A insurreição geral
No início de 1945, percebendo que a guerra estava perdida, o comandante das SS e das forças policiais alemãs na Itália (Höhere SS und Polizeiführer, HSSPF), SS-Obergruppenführer Karl Wolff, fez contato com agentes secretos aliados na Suíça. Na tentativa de ganhar a simpatia dos Aliados, ele ordenou a libertação de vários guerrilheiros capturados (em primeiro lugar, Ferruccio Parri) e então, em 12 de março de 1945, impôs a cessação das operações antipartidárias às tropas sob seu comando, exceto para auto- defesa e o mínimo necessário para salvar a "aparência necessária".  Esta ordem foi reiterada em 26 de abril,  no dia seguinte à insurreição.
Em 9 de abril de 1945, os Aliados lançaram a ofensiva final na Linha Gótica. Em 10 de abril, o PCI enviou uma carta aos comandos partidários comunistas para estarem prontos para uma insurreição em qualquer caso. Em 19 de abril, todo o Comitê de Libertação Nacional do Norte da Itália concordou com a insurreição. 
Nesse ínterim, Mussolini havia abandonado Gargnano e ido para Milão, onde esperava poder fazer contato tanto com os antifascistas do Comitê de Libertação Nacional do Norte da Itália quanto com quaisquer agentes estrangeiros. Através destas negociações foi a cúria do Cardeal Alfredo Ildefonso Schuster. Os últimos dias da República Social Italiana tornaram-se convulsivos, com sobreposição de ordens contraditórias, enquanto alguns elementos - principalmente na Guardia di Finanza do general Diamanti - já haviam se aliado secretamente ao inimigo. A invasão aliada do Vale do Pó após 20 de abril tornou-se imparável. 
Nos últimos dias da República Social Italiana, foram as Brigadas Negras que se opuseram à invasão aliada e à insurreição partidária; cerca de 5.000 brigadistas negros formavam a espinha dorsal da chamada "Colonna Pavolini", que, na intenção do hierarca, deveria ter chegado a Valtellina para a última resistência. Em Turim, em particular, os atiradores da Brigada Negra Ather Capelli se opuseram às forças guerrilheiras até o final de abril de 1945. Na Romagna, algumas Brigadas Negras - durante a retirada - impediram os alemães de destruir e represálias.

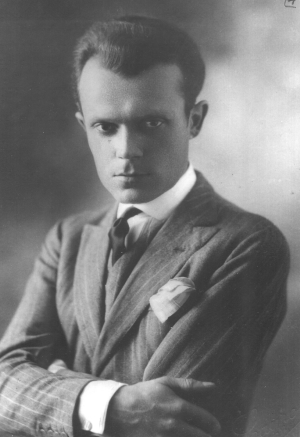
O partidário Sandro Pertini, que ordenou, em 25 de abril de 1945, a greve geral insurrecional na cidade de Milão. Mais tarde, ele foi presidente da República Italiana de 1978 a 1985

A República Social tinha apenas alguns dias restantes e Mussolini estava agitado entre várias opções. Ele estava tentando iniciar a socialização, para deixar a Itália um legado socialista (os "ovos de dragão"), também como uma vingança final contra as "plutocracias". No plano militar, enquanto Diamanti e Borghese propunham esperar a inevitável rendição de uma arma no pé, Pavolini e Costa continuavam a defender a ideia de resistência extrema em Valtellina, enquanto Graziani ainda permanecia convencido de que as tropas alemãs lutavam lealmente ao lado de os do CSR e rejeitou qualquer hipótese de um acordo que teria permitido aos alemães pela segunda vez acusar a Itália de traição. 
Após uma tentativa frustrada na tarde de 25 de abril de negociar com os expoentes do Comitê de Libertação Nacional dos expoentes do norte da Itália com a mediação do cardeal Schuster  e desorientado pela descoberta das negociações secretas de Wolff com os anglo-americanos, Mussolini decidiu deixar Milão na direção do Lago Como às 20h, por motivos que ainda não estão claros. 
No mesmo dia, enquanto se multiplicavam os tiroteios entre insurgentes da República Social Italiana e forças alemãs, Sandro Pertini proclamava no rádio a greve geral insurrecional na cidade de Milão: 
Cidadãos, trabalhadores! Greve geral contra a ocupação alemã, contra a guerra fascista, pela salvação de nossas terras, nossas casas, nossas fábricas. Como em Gênova e Turim, você confronta os alemães com o dilema: render-se ou morrer— Sandro Pertini, 25 de abril de 1945
Também no mesmo dia, o Comitê de Libertação Nacional do Norte da Itália - cujo comando tinha sede em Milão e era presidido por Alfredo Pizzoni, Luigi Longo, Emilio Sereni, Sandro Pertini e Leo Valiani (presentes entre outros o presidente designado Rodolfo Morandi, Giustino Arpesani, e Achille Marazza) - proclamou uma insurreição geral em todos os territórios ainda ocupados pelos nazi-fascistas, indicando a todas as forças partidárias activas no Norte de Itália que faziam parte do Volunteer Corps of Freedom para atacar as guarnições fascistas e alemãs por impondo a rendição, dias antes da chegada das tropas aliadas; ao mesmo tempo, o Comitê de Libertação Nacional do Norte da Itália emitiu pessoalmente decretos legislativos,  assumindo o poder "em nome do povo italiano e como delegado do governo italiano", estabelecendo entre outras coisas a sentença de morte para todos os fascistas hierarcas,  incluindo Benito Mussolini, que seria baleado e morto três dias depois. "Renda-se ou morra!" foi a convocação dos guerrilheiros naquele dia e nos imediatamente seguintes. Hoje o evento é comemorado na Itália todo dia 25 de abril pelo Dia da Libertação, Dia Nacional instituído em 22 de abril de 1946, que celebra a libertação do país do fascismo.

#### Chegada dos guerrilheiros nas grandes cidades e últimos confrontos
Desde a manhã de 26 de abril, todo o Vale do Pó estava em estado de insurreição. Os alemães estavam em retirada sob o bombardeio da força aérea aliada e as vanguardas americanas além do rio Pó em Guastalla e Borgoforte lutavam contra a divisão "Etna", contra o batalhão "Debiça" da SS italiana, e contra o grupo blindado "Leonessa". Para as tropas da República Social, ainda era válido o "plano Névoa Artificial", que nas intenções de Kesselring e Vietinghoff deveria ter levado a uma retirada estratégica para trás da linha Po-Ticino para uma resistência total.
As forças da República Social Italiana foram abandonadas neste ponto: as divisões alemãs do Exército da Ligúria na frente alpina (DXXV Armeekorps, General Schlemmer) estavam recuando de 23 em direção à linha Po-Ticino, sem ter notificado os departamentos italianos do "Littorio " divisões e "Monterosa", que permaneceu sozinho para enfrentar a ofensiva francesa e os ataques partidários. As divisões e departamentos implantados na frente sul (Savonese, Langhe e Garfagnana) permaneceram compactos e começaram a recuar em direção a Ivrea em longas colunas, especialmente após o avanço da Linha Verde em Massa, mantida pela instável 148ª Divisão de Infantaria Alemã.

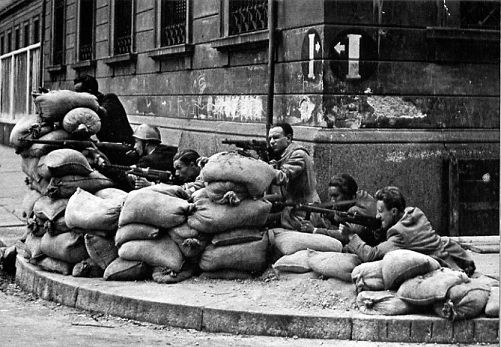
Partidários italianos em Milão, abril de 1945

Em Gênova, o comandante da praça, general Meinhold, tentou sem sucesso negociar com os partidários da brigada garibaldiana Pinan-Cichero estacionada nas montanhas próximas à cidade, enquanto o capitão da embarcação Bernighaus organizava a destruição do porto. Após violentos confrontos no centro entre os esquadrões do GAP e os Garibaldini da brigada Balilla e as unidades alemãs e fascistas, o general Meinhold assinou a rendição da guarnição às 19h30 do dia 25 de abril. O capitão do navio Berlinghaus e o capitão Mario Arillo do 10º MAS, no entanto, continuaram a resistência, determinados a realizar a destruição planejada; após novos confrontos com os partidários de Cichero e Mingo que desceram à cidade na noite de 26 de abril, as últimas unidades nazi-fascistas renderam-se. Os guerrilheiros salvaram o porto da destruição e capturaram 6.000 prisioneiros, que foram entregues aos aliados, que chegaram a Nervi em 27 de abril. 
Em Turim, enquanto algumas colunas nazi-fascistas se dirigiam para Ivrea, para esperar os Aliados e se renderem, os departamentos da República Social Italiana reuniram algumas forças e travaram confrontos acirrados com os guerrilheiros que chegaram à cidade vindos das montanhas em 28 de abril. As colunas militares alemãs conseguiram recuar pela cidade. Assim, enquanto alguns departamentos da República Social Italiana deixavam a capital piemontesa para ir para Valtellina, o grosso dos fascistas de Torino que permanecia em armas decidiu continuar lutando. As brigadas Garibaldi de "Nanni", as autônomas de "Mauri" e os departamentos de "Justiça e Liberdade" libertaram grande parte da cidade após violentos combates e salvaguardaram as pontes aguardando a chegada dos aliados, que chegaram a Turim em 1º de maio 
Na noite de 25 de abril, Milão ainda estava relativamente quieta. Algumas unidades fascistas decididas a lutar deixaram a cidade, enquanto alguns alemães permaneceram armados em seus bairros, sem lutar de acordo com as ordens de Wolff. A Brigada Negra "Aldo Resega" abandonou suas posições dentro da cidade, e a Guarda Nacional Republicana se dissolveu espontaneamente, enquanto o Xº MAS, em vez de recuar para Valtellina, permaneceu estacionado e se rendeu sem luta.  A Guardia di Finanza juntou-se aos insurgentes e, comandada por Alfredo Malgeri, ocupou facilmente, na noite de 25 e 26 de abril, os principais focos da cidade.  No dia 27 de abril, às 17h30, os partidários garibaldianos das brigadas de Cino Moscatelli chegaram à cidade com pouca dificuldade, enquanto outros departamentos ocuparam Busto Arsizio e as estradas de Valtellina, por onde, em tese, os últimos departamentos da República Social Italiana deveriam ter caído para trás. 

#### A morte de Mussolini

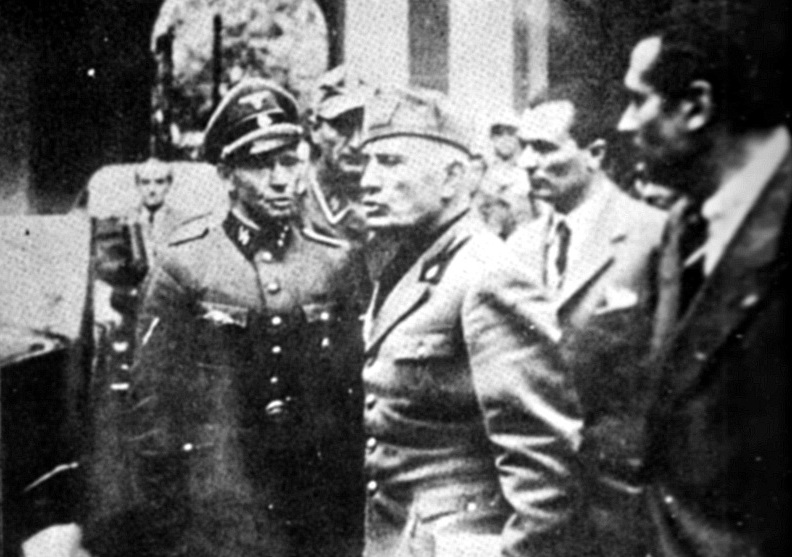
Mussolini abandonando a Prefeitura de Milão em 25 de abril de 1945 (que se acredita ser a última fotografia dele vivo)

Na noite de 25 de abril, Mussolini deixou Milão, seguido por uma coluna de fascistas, determinado a chegar a Valtellina. Após uma parada em Como e vários movimentos confusos ao longo da costa oeste do lago, a coluna fascista, que se juntou a uma unidade antiaérea alemã, foi detida pelos guerrilheiros. Mussolini foi preso e levado - junto com sua amante Claretta Petacci - para Bonzanigo, uma frazione de Mezzegra, onde passou a noite entre 27 e 28 de abril.
Em 28 de abril, Mussolini, Petacci e dezesseis outros líderes e membros da coluna fascista foram mortos pelos guerrilheiros na margem do lago Dongo. Existem hipóteses e interpretações controversas sobre as modalidades do assassinato de Mussolini, sobre quem o ordenou e quem realmente o executou.  Posteriormente, os dezoito cadáveres foram transportados para Milão, onde no dia 29, expostos na Piazzale Loreto (local de uma sangrenta represália fascista anterior), indignaram a multidão.  

#### Violência pós-guerra e anistia Togliatti
Alguns historiadores que trataram da guerra civil na Itália também levaram em consideração o fenômeno da violência do pós-guerra, situando o fim da guerra civil além do fim oficial da Segunda Guerra Mundial na Europa. Portanto, para eles, não é fácil identificar uma data real para o término do fenômeno, que aos poucos foi se desvanecendo. Alguns propuseram a anistia Togliatti de 22 de junho de 1946 como o fim da guerra civil. 
Imediatamente depois que as forças da Resistência Partidária conseguiram assumir o poder nas cidades do norte, foram criados tribunais improvisados que, com base em julgamentos sumários, impuseram sentenças de morte aos fascistas capturados. Nos dois meses seguintes à insurreição, um número considerável de pessoas foi submetido a julgamentos populares e executado, às vezes até sem julgamento, por ter atuado na República Social Italiana, por ter manifestado simpatias fascistas ou por ter colaborado com as autoridades alemãs . Os atos de justiça sumária contra fascistas e colaboracionistas, realizados nos dias imediatamente posteriores ao fim da guerra, foram localmente tolerados pelos comandos aliados:
Você limpa dois, três dias, mas no terceiro dia não quero mais ver morto na rua— Coronel inglês John Melior Stevens no Comitê Piemontês de Libertação Nacional
As execuções dos expoentes da República Social Italiana decorreram de forma célere e sumária também porque - constatada a não renovação dos quadros do antigo regime na Itália régia - os dirigentes partidários temiam que a transferência definitiva dos poderes para a República Anglo- Os americanos e o retorno à "legalidade burguesa" teriam impedido um expurgo radical. Esse desejo de acelerar os tempos é testemunhado em uma carta em que o acionista Giorgio Agosti escreve ao companheiro de partido Dante Livio Bianco, comandante das formações Giustizia e Libertà, que "precisamos ... antes da chegada dos Aliados, um San Bartolomeo dos fascistas que tiram a vontade de recomeçar por um bom número de anos".

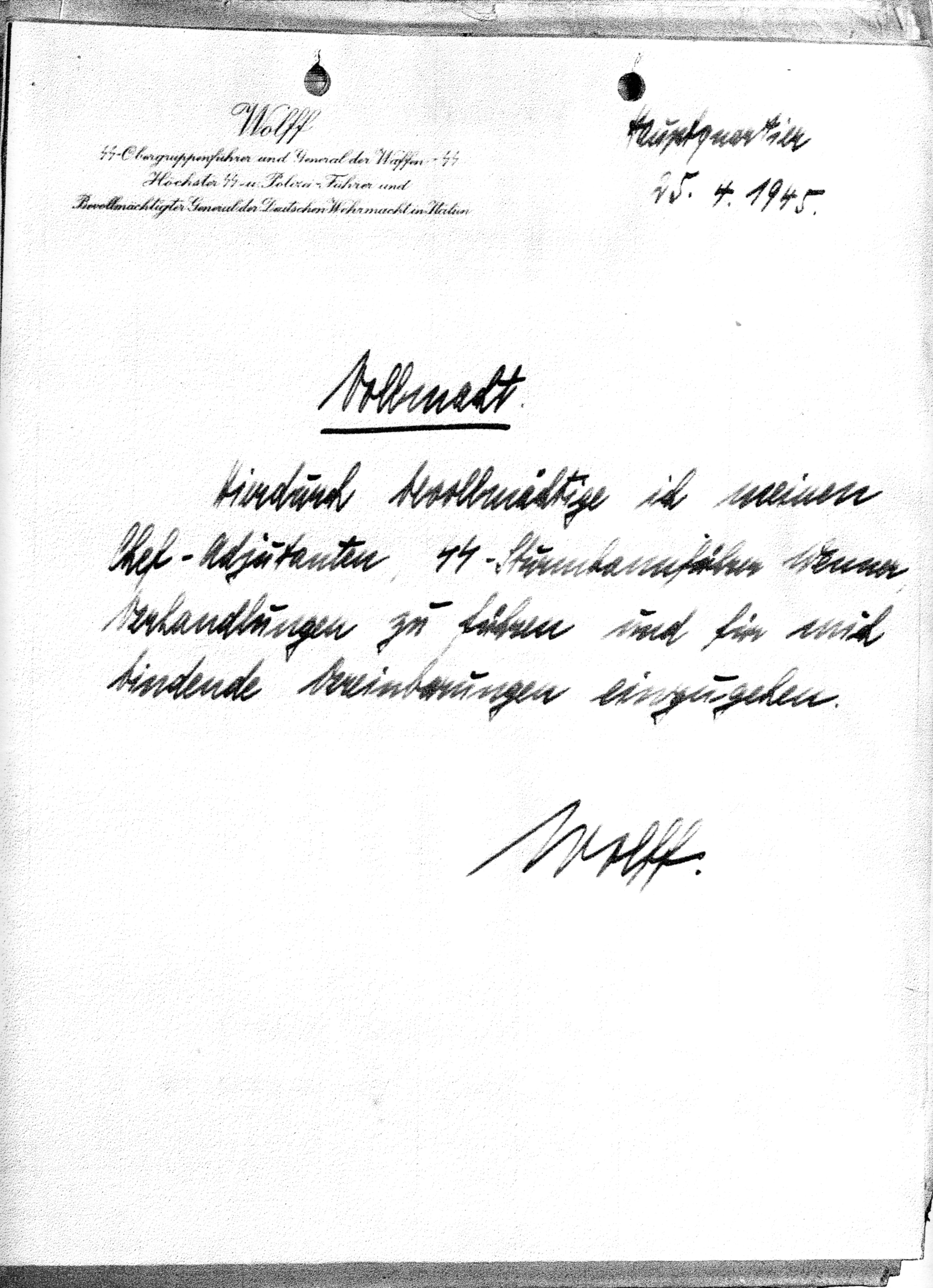
A rendição de Caserta, acordo escrito que formalizou em 2 de maio de 1945 a rendição das forças alemãs na Itália, encerrando a Campanha Italiana da Segunda Guerra Mundial e a Guerra Civil Italiana.

As penas de morte por colaboracionismo em alguns casos também atingem inocentes acusados sem provas, como nos casos dos atores Elio Marcuzzo (de fé antifascista) e Luisa Ferida. No clima de violência insurrecional, também ocorreram assassinatos ligados a eventos privados. De facto, as vítimas incluíam não só personalidades ligadas ao Partido Fascista Republicano, pertencentes aos departamentos armados da República Social Italiana (Brigadas Negras, Guarda Nacional Republicana, SS italiana, etc.), e delatores e colaboradores, mas também funcionários públicos e funcionários públicos, padres, burgueses contrários ao comunismo, simples cidadãos, e mesmo adeptos de organizações partidárias (por exemplo Giorgio Morelli), vítimas de proponentes radicais da luta de classes, mas também de aproveitadores imprudentes e criminosos comuns, que exploraram o momento de confusão para perseguir seus próprios objetivos.  Em 24 de junho de 1945, Ferruccio Parri estigmatizou duramente esses episódios no curso da primeira mensagem de rádio aos italianos após sua nomeação como chefe do governo:
E mais uma palavra para os actos arbitrários da justiça, quando não são de vingança, e para as execuções ilegais que perturbam algumas cidades do norte, comprometem-nos com os nossos aliados e sobretudo ofendem o nosso espírito de justiça. É um convite específico que vos faço. Basta: e que os partidários autênticos, difamados por essa gente turbulenta que saiu depois da vitória, sejam os que cooperam para a defesa da legalidade que nossa própria revolução se deu
Uma amarga controvérsia surgiu na Itália desde o período do pós-guerra sobre as dimensões reais da violência do pós-guerra. Os dois extremos falam de 1.732 mortos, segundo o então ministro Mario Scelba,  e de trezentos mil mortos, segundo diversas fontes neofascistas. Estudos e depoimentos científicos mais precisos destacaram figuras intermediárias:
- Guido Crainz, com base na análise das várias fontes, incluindo os relatórios policiais de 1946, aponta como realista o número de 9.364 mortos ou desaparecidos "por razões políticas" [169], acrescentando então - no entanto - uma longa lista de violências e mortes de um verdadeiro personagem jacquerie, segundo o autor apenas fracamente ligado aos acontecimentos da guerra civil, mas sim ligado a uma longa tradição de confrontos sociais e "dureza sectária extrema", que remonta ao século anterior, [170] ou o retorno a uma ferocidade ancestral; [171]
- de acordo com o estudioso alemão Hans Woller, da Universidade de Munique, as vítimas foram 12.060 em 1945 e 6.027 em 1946;
- em artigo publicado em 1997, o jornalista Silvio Bertoldi afirmou ter sabido por Ferruccio Parri (durante uma entrevista com este realizada em data não especificada) que as vítimas eram cerca de 30.000; [172]
- o veterano da República Social Italiana Giorgio Pisanò chegou a estimar o número de mortes fascistas, ou presumidas, em 48.000, incluindo no cálculo as vítimas dos massacres de Foibe na Ístria e na Dalmácia. [173]

Em 24 de junho de 1952, durante a discussão parlamentar relativa à lei n° 645/52 (que, muitos anos depois, foi modificado pela atual Lei Mancino) O Honorável Guglielmo Giannini revelou que ele mesmo, por meio de seu próprio jornal, espalhou o que chamou de "mentira bem arquitetada" segundo a qual os fascistas mortos teriam sido trezentos mil:  
Fui eu quem espalhou a notícia dos 300.000 mortos. Eu tinha o mesmo jornal que tenho agora (...) E espalhava a notícia desses 300.000 mortos, - fascistas ou presumidos -, com todos os efeitos políticos que uma notícia de tamanha gravidade poderia acarretar (...). Isso pode sugerir considerações irônicas sobre a sorte dos jornais que, enquanto publicam histórias, encontram leitores na casa das centenas de milhares e, quando publicam a verdade, veem seu número de leitores cair.— Guglielmo Giannini
No livro O Triângulo da Morte, os autores Giorgio Pisanò e Paolo Pisanò relatam os nomes de cerca de 4.500 vítimas do frenesi de execuções que desencadeou a queda do regime nazi-fascista na área entre Bolonha, Ferrara e Modena, mas Turim ( 1.138), Cuneo (426), Genoa (569), Savona (311), Imperia (274), Milão (610), Bérgamo (247), Piacenza (250), Parma (206), Treviso (630), Udine ( 391), Asti (17), Toscana (308) e Lazio (136) também tiveram vítimas do chamado confronto.
Por vários dias, as execuções ocorreram ao amanhecer, longe do olhar dos curiosos. [...] Nos primeiros dias de libertação da odiada expressão fascista republicana, o coração sangrento dos atingidos pelos afetos mais queridos pedia mais sangue e queria vê-lo correr. A coisa era explicável. Após 48 horas de reação, tive a impressão de que a massa não queria mais o “show público”. [...] Foi então decidido que a execução foi realizada fora da vista da multidão— Gazzetta d’Asti, 4 de maio de 1945
De um documento não assinado do Ministério do Interior datado de 4 de novembro de 1946 e que não foi divulgado na época, consta que "o número de pessoas mortas, por estarem politicamente comprometidas, é de 8.197 enquanto 1.167 foram, para o mesma razão, retirada e presumivelmente suprimida".  Segundo Nazario Sauro Onofri, a iniciativa de compilar essa estatística partiu do então ministro do Interior Alcide De Gasperi, que, no entanto, não divulgou o resultado da investigação e nem informou os demais integrantes do governo; os métodos pelos quais o Ministério obteve tais números totais não são conhecidos. 

## Consequências
Muito parecido com o Japão e a Alemanha, as consequências da Segunda Guerra Mundial deixaram a Itália com uma economia destruída, uma sociedade dividida e raiva contra a monarquia por seu endosso ao regime fascista nos vinte anos anteriores. Essas frustrações contribuíram para o renascimento do movimento republicano italiano.  Após a abdicação de Vítor Emanuel III, seu filho, o novo rei Humberto II, foi pressionado pela ameaça de outra guerra civil a convocar um referendo constitucional para decidir se a Itália deveria permanecer uma monarquia ou se tornar uma república. Em 2 de junho de 1946, o lado republicano obteve 54% dos votos e a Itália tornou-se oficialmente uma república. Todos os membros masculinos da Casa de Saboia foram impedidos de entrar na Itália, uma proibição que só foi revogada em 2002. A República Italiana permaneceu sob o controle do Governo Militar Aliado dos Territórios Ocupados até o Tratado de Paz com a Itália em 1947. 

## Ligações Externas
- «Entrevista com Claudio Pavone sobre sua análise sobre a guerra civil italiana» (em italiano). Cópia arquivada em 10 Abr 2013